# 黄如梅
黄如梅（1962年—），广西田阳人，壮族，中华人民共和国政治人物、第十一届全国人民代表大会广西地区代表。
毕业于广西师范大学化学专业。担任广西百色祈福高中教师。2008年起担任全国人大代表。